# Mala Divîțea
Mala Divîțea (în ucraineană Мала Дівиця) este o așezare de tip urban din raionul Prîlukî, regiunea Cernihiv, Ucraina. În afara localității principale, mai cuprinde și satele Kleți, Novîi Lad, Perșe Travnea și Șevcenka.

## Demografie
Componența lingvistică a așezării de tip urban Mala Divîțea
     Ucraineană (98,23%)
     Rusă (1,48%)
     Alte limbi (0,17%)
Conform recensământului din 2001, majoritatea populației așezării de tip urban Mala Divîțea era vorbitoare de ucraineană (98,23%), existând în minoritate și vorbitori de rusă (1,48%).